# Eurosia puncticosta
Eurosia puncticosta är en fjärilsart som beskrevs av George Francis Hampson 1911. Eurosia puncticosta ingår i släktet Eurosia och familjen björnspinnare. Inga underarter finns listade i Catalogue of Life.